# De schat van Roodbaard
De schat van Roodbaard (Frans: Le trésor de Barbe-Rouge) is het 10e verhaal uit de Belgische stripreeks Roodbaard van Jean-Michel Charlier en Victor Hubinon. Het werd in 1971 uitgebracht als stripalbum en is een rechtstreeks vervolg op album #9 De afrekening.

## Het verhaal
Roodbaard, Erik, Driepoot en Baba, de vier overlevenden van de vulkaanuitbarsting op Hondeneiland, ontdekken aan de horizon een schip. Ze maken vuur om de aandacht te trekken. Het blijkt de Zeeduivel te zijn, het schip van piratenkapitein Stark le Noir (zie: De afrekening). Hij is Eriks schip achterna gereisd in de hoop hem en Roodbaard gevangen te nemen en zich Roodbaards schat toe te eigenen.
Roodbaard stemt toe om de piraten naar zijn schat te brengen, op voorwaarde dat Erik en zijn vrienden op een verlaten eiland worden afgezet. Stark zet de drie af, maar laat stiekem hun voorraad drinkwater vergiftigen. Doordat een vogel eerst van het water drinkt, ontdekken de drie gelukkig op tijd dat het water vergiftigd is. Enkele dagen later steekt een zware storm op en spoelt er een scheepswrak op het eiland aan, waarmee de drie een vlot kunnen bouwen. Op zee komen ze in aanvaring met een driemaster. Onvoorstelbaar genoeg blijkt het de See-Adler te zijn; Eriks schip dat toen de vulkaan op Duivelseiland uitbrak moest vluchten. Meteen wordt de achtervolging op Stark ingezet.
Intussen is Roodbaard in Florida aangekomen. In de wirwar van waterlopen in de Everglades weet hij Stark zover te krijgen dat hijzelf het roer in handen krijgt. Roodbaard laat de Zeeduivel aan de grond lopen, waardoor Stark hier vastzit. Wanneer de See-Adler arriveert bedenkt Stark een list: hij laat een briefje op de mast prikken waarin staat dat hij de schat heeft gevonden en Roodbaard op de plaats van de schat in een watervat levend heeft begraven. Erik haast zich naar de plek waar de schat is begraven, slinks achtervolgd door Stark. Bij de schat overmeesteren de piraten Erik en zijn vrienden. Met hulp van de inlandse indianen, die vrienden van Roodbaard zijn, worden Starks mannen gedood. Stark zelf vlucht de moerassen in, maar wordt door het gewicht van al het goud in zijn zakken omlaag gezogen en verdrinkt.